# Lieja-Bastoña-Lieja 1943
La Lieja-Bastogne-Lieja 1943 fue la 30ª edición de la clásica ciclista Lieja-Bastoña-Lieja. La carrera se disputó el domingo 27 de junio de 1943, sobre un recorrido de 211 km. El vencedor final fue el belga 'Richard Depoorter (Helyett) que se impuso a sus compatriotas Joseph Didden y Stan Ockers, segundo y tercero respectivamente. 

## Clasificación final
| Posición | Ciclista           | Equipo        | Tiempo   |
| -------- | ------------------ | ------------- | -------- |
| 1        | Richard Depoorter  | Helyett       | 5h52'00" |
| 2        | Joseph Didden      | -             | a 7"     |
| 3        | Stan Ockers        | Metropole     | a 40"    |
| 4        | Briek Schotte      | Europe-Dunlop | s.t.     |
| 5        | Albert Dubuisson   | Helyett       | s.t.     |
| 6        | Joseph Somers      | -             | s.t.     |
| 7        | Hubert Deltour     | -             | s.t.     |
| 8        | Prosper Depredomme | Dilecta       | s.t.     |
| 9        | André Declerck     | Alcyon-Dunlop | a 1'00"  |
| 10       | Edward Van Dijck   | Helyett       | s.t.     |